# Melipotis stygialis
Melipotis stygialis là một loài bướm đêm trong họ Erebidae.